# فهرست برجسته‌ترین شرکت‌های مصری
فهرست برجسته‌ترین شرکت‌های مصری (به انگلیسی: List of companies of Egypt),مصر از نظر مساحت کشور بزرگی است. واقتصاد مصر عمدتاً به صنعت، کشاورزی، رسانه‌ها، واردات نفت و گاز طبیعی و گردشگری وابسته است. همه این عوامل همچنان منابع را محدود کرده و بر اقتصاد فشار می‌آورند. در اینجا لیستی از برجسته‌ترین شرکت‌های. مصری آمده است.
1. شركه الآغا
2. الآغا جروب
3. گروه بهجت
4. ایجی تک
5. بسکومصر
6. جنرال موتورز مصر

## همچنین ببینید
فهرست شرکت‌های هواپیمایی مصر